# Köztársaság téri kazamaták

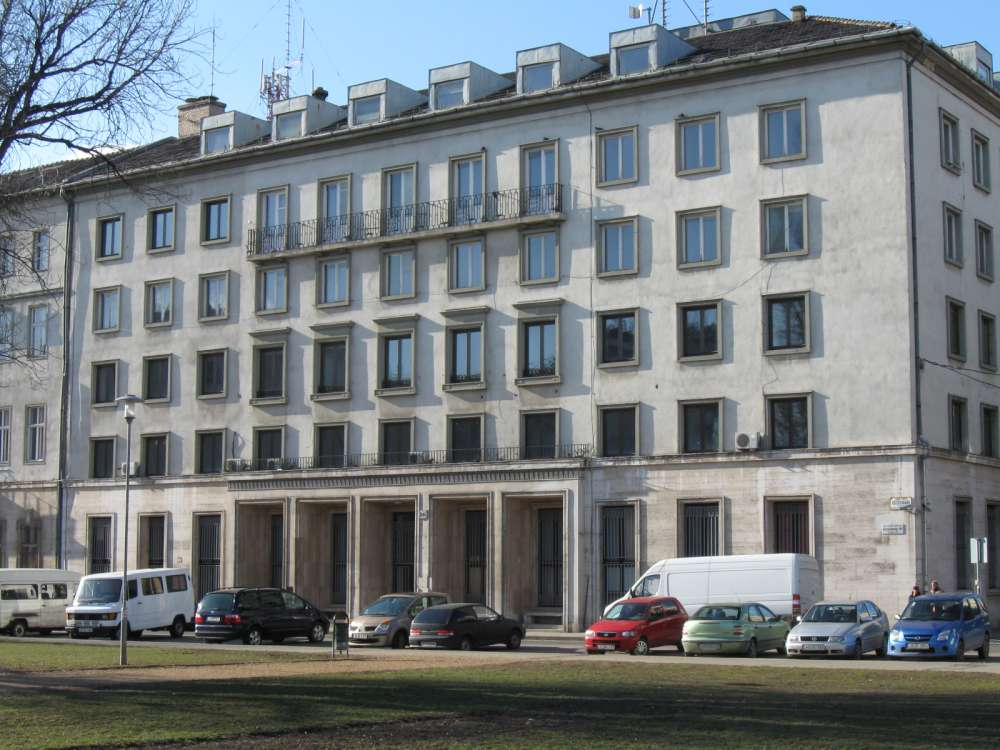
A Köztársaság tér 26., a volt MDP-pártház, egykori MSZP-székház 2010-ben

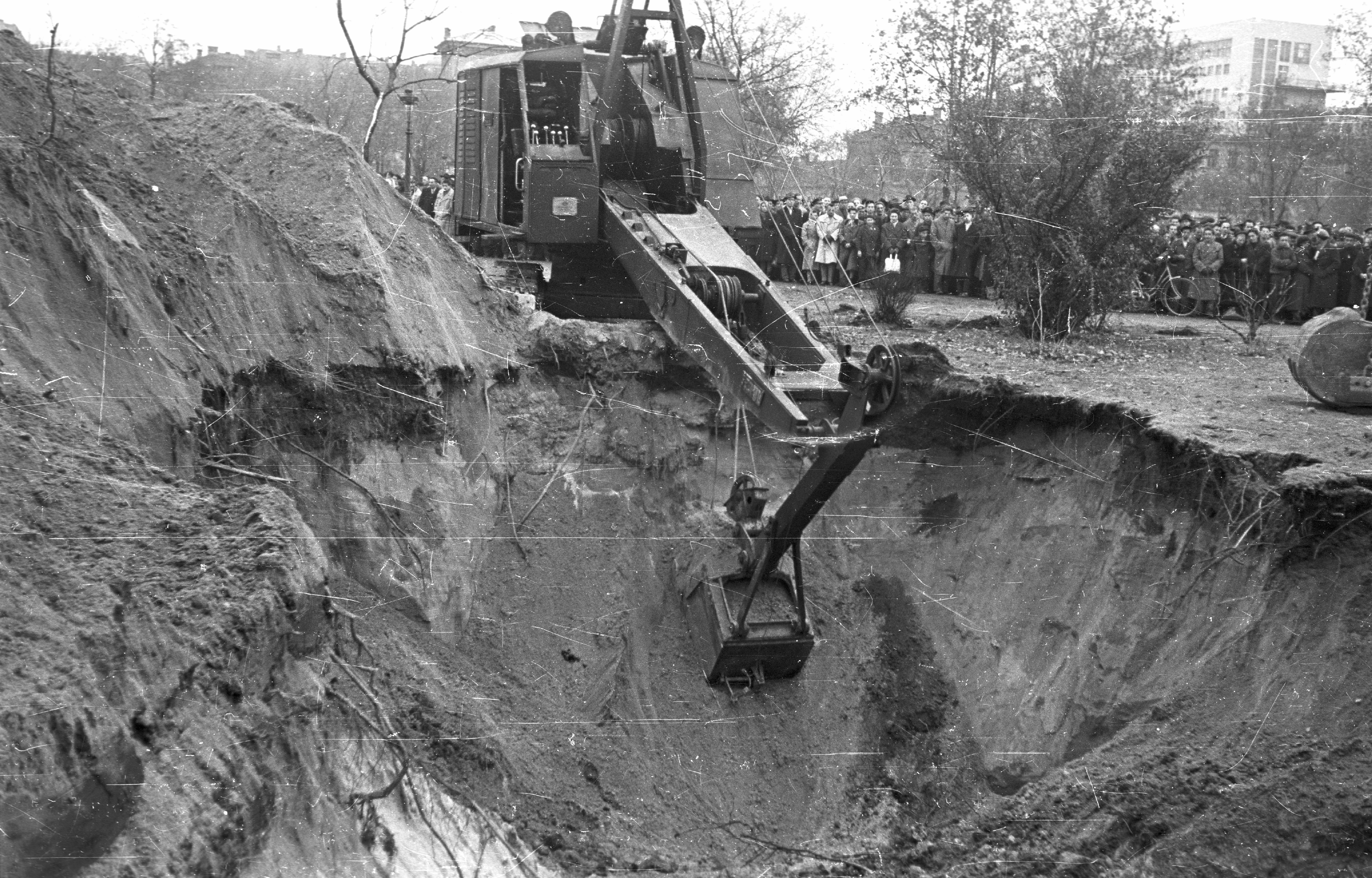
A feltételezett kazamaták keresése

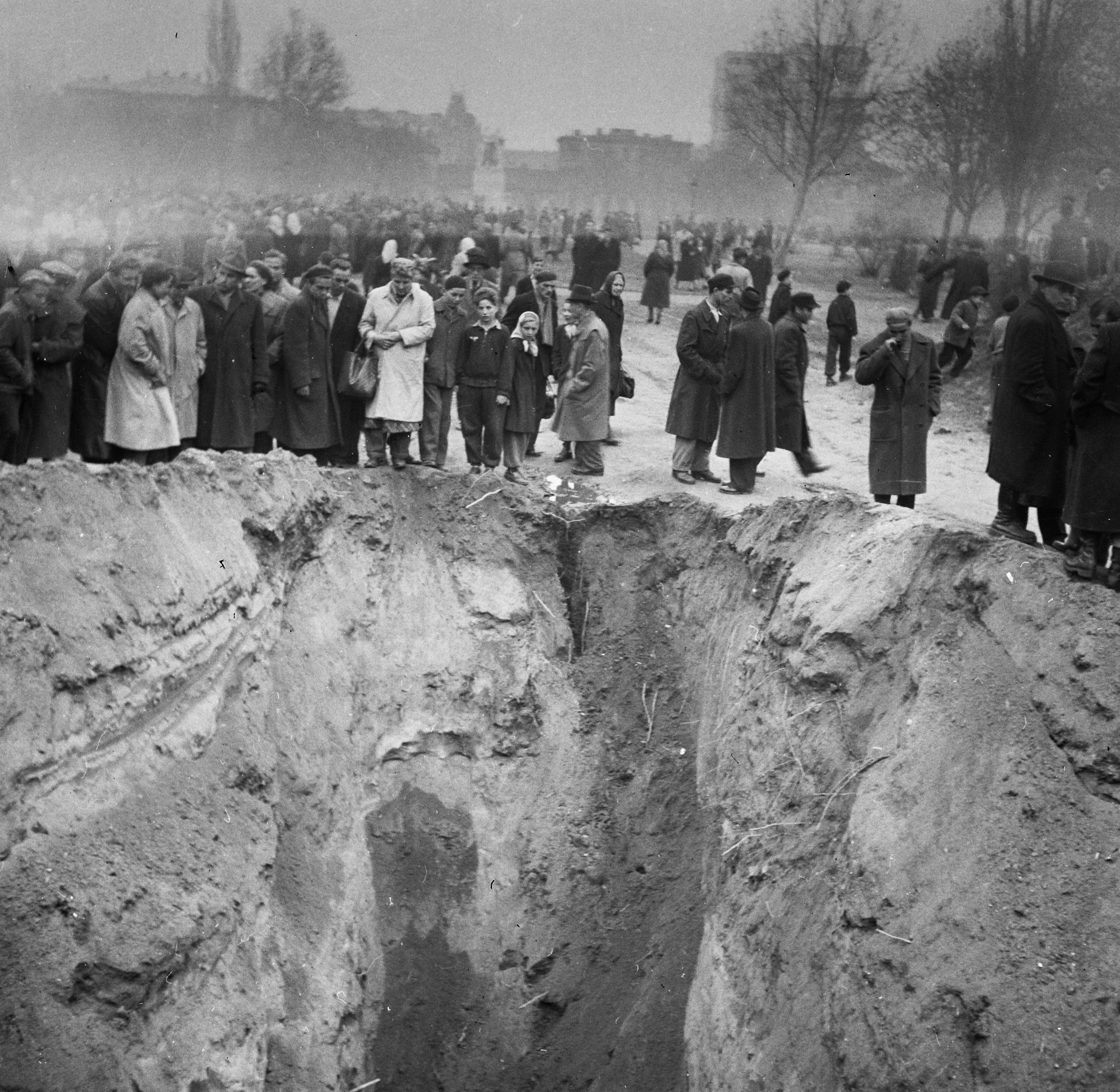
Az ávósok titkos pincebörtöneiről akkoriban rémhírek terjedtek, nagy tömeg bámészkodott a hatalmas gödörnél

A Köztársaság téri kazamaták egy állítólagos nagy kiterjedésű pincerendszer, amely a budapesti Köztársaság tér (ma: II. János Pál pápa tér) alatt húzódik meg. A kazamaták nyomára többszörös alapos kutatás ellenére sem sikerült jutni.

## 1956-os története
Az 1956-os forradalom alatt terjedt el a híre, hogy a Köztársaság téri kommunista pártház alatt pincerendszer van, amelyben embereket tartanak fogva és/vagy kínoznak is. A Köztársaság téri pártház (hivatalosan Magyar Dolgozók Pártja pártháza) ostroma alatt állítólag emberek tűntek el, de a pártház elfoglalása után hiába kutattak a felkelők – nem sikerült megtalálni a kazamatákat. A keresésről Pongrátz Gergely is beszámolt: társaival a Köztársaság téri pártház pincéjében fél méter mélyről „10-15 kezüket hátul összekötözött, összedrótozott és tarkón lőtt szabadságharcost” ásott ki.  Eörsi László szerint ennek semmilyen valóságalapja nincs, Pongrátz állítását egyetlen forrás sem támasztja alá. Az egyik Corvin közi felkelő, Nagyidai József így írta le a lehetséges okot: „A tankok lövése után a felkelők mindkét irányból megrohamozták az épületet… A színpad mögül még néhány lövést adtak le ránk… A függöny mögött volt egy lejáró a pincébe. Megtaláltuk az ajtaját, egy vas csapóajtót, valószínűleg ott menekültek le néhányan… Lementünk utánuk, gránátot dobtunk be magunk előtt, és kiabáltunk, hogy gyertek elő, nincs esélyetek a megmenekülésre. Mivel csak egy jött elő, ebből származhatott az, hogy ott alagút és föld alatti börtön van.”
A Szabad Európa Rádió archív interjúi között több is arról szól, hogy a budapesti földalatti vasút építkezésén dolgozó munkások tudtak egy állítólagos titkos alagút létéről, amely a pártház pincéjéhez vezetett.
1956-tól 1989-ig a Magyar Szocialista Munkáspárt (MSZMP) budapesti központjaként működött a Köztársaság téri pártszékház.
Az, hogy a Rákosi-korszak alatt épültek nagy kiterjedésű pincerendszerek, bizonyítottan nem fikció: az F4 objektum, vagy a köznyelven Rákosi-bunker léte tanúskodik erről.

## APincebörtöncímű film kutatásai
Évtizedekkel később, a rendszerváltás és Nagy Imre újratemetése után megindult a kommunista Magyarország történetének feltárása. 1994-ben Dézsy Zoltán riporter „elbeszélt történelem” (ang. „oral history”) módszerével két részes, vitatott hitelességű dokumentumfilmet készített Pincebörtön címmel, ebben több, egykori '56-os szereplő nyilatkozik a kazamaták ügyében:
- Fördős István, Juszt Kornél, dr. Cseke Gyula, Varga László, Varga Sándor hangokat hallott a föld alól. Horváth Andrást állítólag egy csatornába eresztették le 1956-ban, és ott kopogásokat hallott.
- Kalló József szerint egy betonlap alól a földből segítségért kiáltottak, és kiemelték, hogy a mélyben 200-250 gyerek, 20 rendőr, 10 rendőrnő tartózkodik. Kallós szerint börtön volt lenn, ahol megfulladtak a foglyok és a rabtartók, mert az exhausztort szétlőtték a felkelők.
- dr. Körtvélyes Gyula, Boros László, és Olexa József a Csokonai utcai Pestvidéki Fogház ÁVH-központ, illetve a Bezerédj utca 7. ÁVH garázs felől induló alagútról beszélt.
- Talabér György villamosmérnök 1957-ben a pártszékházban egy kettős csigalépcső[7] egyik részén ment le 4-5 emelet mélységbe munkatársaival villanyt szerelni, és ott fűrészporban mindenféle emberi maradvány hevert. A munkálatokat napi szinten Marosán György ellenőrizte. Olexa is beszámol erről, ráadásul valamilyen darálókészüléket is említ a mélyben. Szerint 2 járat vezetett, egy a rendőrség, egy az Erkel színház felé.
- Farkas Pál szemtanú egy héttel az ostrom után az Erkel Színház mellett, a Szilágyi utca sarkán arra lett figyelmes, hogy csíkos, rabruhás holttesteket húznak ki a Köztársaság tér 5-6. szám előtti csatornanyílásból. Négyet vagy ötöt számolt meg, aztán megszaporázta lépteit.[8] (Ezt a csatornát Dézsy filmje idején Petke Lászlóval, a Fővárosi Csatornázási Művek munkatársával megvizsgálták. Petke szerint ezt a részt korábban nem vizsgálhatták, az 1970/1980-as években készült műszaki rajzok szerint használaton kívül volt évek óta, folytatása eltömődött, másik vége nem volt ismert.)
- Ismét mások az épülő M2-es metróvonal járatát is összefüggésbe hozták a kazamatákkal: egy magát meg nem nevező nyilatkozó azt állította, hogy a Rákóczi úti metró alagútból a Szövetség utca–Rákóczi úti sarok felől ment egy mellékjárat a Köztársaság tér felé.
- Egy magát megnevezni nem akaró személy tervfelbontó technikusként dolgozott 1953–1955 között, és a pártház belső udvarán, 2-3 emelet mélységében zajló munkákról számolt be.
- Szabó Lászlóné szerint a felkelők közül 2 küldöttség is bement a pártház ostroma előtt, de azok nem jöttek ki többé.
- A pártházat védő kb. 120 ÁVH-s és egyéb személy eltűnt a pártszékházból, a felkelők csak 30-40 holttestet/sebesültet találtak.
- A Magyar Kőolajkutató Vállalat emberei a téren végzett fúrásaik során november elején 14 méteres mélységben kemény (feltehetően beton) rétegbe ütköztek.

Dézsiék ásatásokat is végeztek nagy teljesítményű talajfúrógéppel, amely a film szerint a föld mélyében (10–11 m) valamilyen beton tárgyhoz ütközve kicsorbult. A feltörő talajvíz miatt azonban a kutatások nem folytatódtak.
(Érdekesség, hogy egyes nyilatkozók szerint Mező Imrét, az MDP Központi Vezetőségének tagját is hátulról lőtték le, az épületen belülről, mert előre esett – azaz nem a feldühödött felkelők végezték ki.)
Bizonyos nézetek szerint Dézsy tisztán politikai célból, hamis szemtanúkkal igyekezett újabb tömeghisztériát kelteni – mérsékelt eredménnyel. Így a fentiek ellenére a Köztársaság téri kazamaták létezése tudományosan máig nem bizonyított, ezért sokan városi legendákhoz sorolják, néhányan egyenesen ezt is a „tömeghisztéria” körébe tartozóknak vélik.
Dézsy 2018-ban így nyilatkozott erről:
„A film hatalmas nézettségi és tetszési sikert aratott – és elképesztő visszhangot keltett. Pillanatok alatt ellenséget faragott belőlem a média döntő része, lejárató cikkeket írtak rólam és a filmről – anélkül, hogy látták volna a 122 perces produkciót. A támadások lényege az volt, hogy aljas hazugság minden egyes filmkocka, minden mérési eredmény, a tanúk végképp aljas hazudozók – ez alól csak a pártház megszólaltatott védői a kivételek. Nyilván sokakat zavart, hogy a téren fúrótornyokat állíttattam fel, kiderítendő, mit rejt a mély. Legenda – sulykolta a verdikt évtizedeken keresztül.”
Utalt arra is, hogy az 1994-ben hatalomra kerülő szocialista Horn-kormány nem támogatta további kutatásait: 
„Az 1994-es választásokon győztes hatalom első dolga az MTV elfoglalása volt; az új korifeusok sebtiben elvették műsoraimat, alkotási lehetőségeimet – csakúgy, mint több mint száz pályatársamét.”

## A pártszékház elbontása
A székházat a rendszerváltás után az MSZMP utódpártja, a Magyar Szocialista Párt (MSZP) kapta meg, és annak a székházaként üzemelt 2007-ig. Ekkor a párt kiköltözött belőle. Hosszú ideig a nagyközönség elől elzárva állt, csak illegális urbex videókészítők másztak be rajta. Az épületet felét (II. János Pál pápa tér 27.) 2018-ban elbontották.

## Lehetséges kapcsolat aMunkásmozgalmi Panteonnal
Dézsy 2020-ban újabb feltételezést tett közzé, bírálva a Karácsony Gergely-féle liberális budapesti városvezetést. Ezek szerint a Kerepesi temetőbe is lehetett kapcsolata a Köztársaság téri pincéknek:
„A földalatti alagútrendszer szét van szabdalva, alaposan megnehezítették a bejutást. A járatokat majdnem mindenütt betemették, befalazták vagy beöntötték betonnal. A rendszerváltás előtti évtizedekben minden nyomot igyekeztek eltüntetni. [...] Ha a kutatási helyszíneink nem lennének nemzeti tulajdonban, akkor a jelenlegi városvezetés mellett nem folytathatnám a munkámat. A Nemzeti Örökség Intézete segített a legtöbbet, illetve egy műszeres vizsgálat és komoly bontási munkák költségeit a Pesti Srácok olvasói adták össze. Ennek során kiderült, hogy a Munkásmozgalmi Panteonban titkos lejárat volt a mélybe, távolabb a föld alatt egy óvóhely található, amely felett a talaj megrogyott. Valószínűleg beszakadt a bunker födémje. A panteonban pedig 23 vonalas, K-vonalat kezelő központot találtunk. A kábelek a mélybe vezetnek. Mindezt annak a tanúnak a segítségével derítettem ki, aki szerint a Köztársaság téri pártház és a Munkásmozgalmi Panteon föld alatti folyosóval volt összekötve.”